# Wake Up, Ron Burgundy: The Lost Movie
Série
Présentateur vedette : La Légende de Ron Burgundy
(2004) Légendes vivantes
(2013)
Pour plus de détails, voir Fiche technique et Distribution.
Wake Up, Ron Burgundy: The Lost Movie est un film américain réalisé par Adam McKay, sorti sortie directement en DVD en 2004. Il est assemblé à partir de séquences coupées au montage pour le film Présentateur vedette : La Légende de Ron Burgundy, sorti la même année.

## Synopsis
L'équipe de Channel 4, dirigée par Ron Burgundy et Veronica Corningstone, enquête sur une organisation extrémiste connue sous le nom de The Alarm Clock. Ce groupe vole des banques tout en essayant de transmettre un message, ils ne l'ont pas encore compris.

## Fiche technique
Sauf indication contraire, les informations mentionnées dans cette section peuvent être confirmées par les bases de données cinématographiques IMDb et Allociné,  présentes dans la section « Liens externes ».
- Titre original : Wake Up, Ron Burgundy: The Lost Movie
- Réalisation : Adam McKay
- Scénario : Will Ferrell et Adam McKay
- Musique : Alex Wurman
- Direction artistique : Virginia L. Randolph
- Décors : Clayton Hartley
- Costumes : Debra McGuire
- Photographie : Thomas E. Ackerman
- Son : Jack Ford, Howell Gibbens, Mark A. Mangini, Erin Michael Rettig, Jim Stuebe
- Montage : Brent White (en)
- Production : Judd Apatow
  - Production déléguée : Shauna Robertson et David O. Russell
  - Coproduction : David B. Householter
- Sociétés de production : Apatow Productions et DreamWorks Pictures
- Société de distribution : DreamWorks Distribution (États-Unis en DVD)
- Budget : n/a
- Pays de production :  États-Unis
- Langue originale : anglais
- Format : couleur — 35 mm — 1,85:1 — son Dolby Digital
- Genre : comédie
- Durée : 93 minutes
- Dates de sortie[1] :
  - États-Unis : 28 décembre 2004 (sortie directement en DVD)
- Classification[2] :
  - États-Unis : non classé (Not Rated)

## Distribution
- Paul Rudd : Brian Fantana
- Will Ferrell : Ron Burgundy
- Christina Applegate : Veronica Corningstone
- Luke Wilson : Frank Vitchard
- Fred Willard : Ed Harken
- Danny Trejo : un barman
- Maya Rudolph : Kanshasha X
- Justin Long : Chris Harken
- David Koechner : Champ Kind
- Steve Carell : Brick Tamland
- Kathryn Hahn : Helen
- Amy Poehler : employé de banque
- Jerry Lambert : l'homme d'affaires
- Alice Lo : Paula Tran
- Seth Rogen : caméraman impatient
- Kate Walsh : Sue
- Steve Bannos : Nikos
- Kevin Corrigan : Paul Hauser
- Chris Parnell : Garth Holliday
- Chuck D : Malcolm Y
- Fred Armisen : Tino
- Chad Everett : Jess Moondragon
- Tara Subkoff : Mouse
- Mike Coleman : ouvrier du bâtiment
- Adam McKay : un gardien
- Judd Apatow : un employé de News Station
- Debra McGuire : une employée de News Station
- M. C. Gainey : un barman
- Stephen Root : Vince Masters
- Patrick Ferrell : Pat ivre
- Ned Bellamy : M. Jake
- Vince Vaughn : Wes Mantooth